# مارك غوردون (سياسي)
مارك غوردون (بالإنجليزية: Mark Gordon)‏ هو سياسي أمريكي من الحزب الجمهوري ولد في يوم 14 مارس 1957 في مدينة نيويورك لعائلة مزراعين من شمال وايومنغ. أنتخب كمحافظ لولاية وايومنغ في سنة 2018، وسبق له شغل منصب أمين خزينة الولاية من سنة 2012 إلى سنة 2019.